# Prospect (Ohio)
Prospect és una població dels Estats Units a l'estat d'Ohio. Segons el cens del 2000 tenia 1.191 habitants.

## Demografia
Segons el cens del 2000, Prospect tenia 1.191 habitants, 469 habitatges, i 343 famílies. La densitat de població era de 638,7 habitants per km².
Dels 469 habitatges en un 36% hi vivien nens de menys de 18 anys, en un 59,9% hi vivien parelles casades, en un 8,5% dones solteres, i en un 26,7% no eren unitats familiars. En el 21,5% dels habitatges hi vivien persones soles el 9,4% de les quals corresponia a persones de 65 anys o més que vivien soles. El nombre mitjà de persones vivint en cada habitatge era de 2,54 i el nombre mitjà de persones que vivien en cada família era de 2,97.
Per edats la població es repartia de la següent manera: un 25,6% tenia menys de 18 anys, un 8,9% entre 18 i 24, un 30,5% entre 25 i 44, un 22,6% de 45 a 60 i un 12,4% 65 anys o més.
L'edat mediana era de 36 anys. Per cada 100 dones de 18 o més anys hi havia 96,9 homes.
La renda mediana per habitatge era de 46.316 $ i la renda mediana per família de 54.063 $. Els homes tenien una renda mediana de 35.429 $ mentre que les dones 23.636 $. La renda per capita de la població era de 20.324 $. Aproximadament el 2,1% de les famílies i el 2,6% de la població estaven per davall del llindar de pobresa.

## Poblacions més properes
El següent diagrama mostra les poblacions més properes.